# Juanulloa parviflora
Juanulloa parviflora är en potatisväxtart som först beskrevs av Adolpho Ducke, och fick sitt nu gällande namn av José Cuatrecasas. Juanulloa parviflora ingår i släktet Juanulloa och familjen potatisväxter. Inga underarter finns listade i Catalogue of Life.